# مینیپا، استرالیای جنوبی
مینیپا (به انگلیسی: Minnipa) یک شهرک در استرالیا است که در استرالیای جنوبی واقع شده‌است.